# Георги Станков (боксьор)
Георги Станков е български боксьор.

## Биография
Роден е на 10 август 1943 г. в Перник. Състезава се в категория до 81 килограма, като печели бронзов медал на Олимпиадата в Мексико през 1968 година. На следващата Олимпиада в Мюнхен губи още първата си среща.